# راباچاناک
راباچاناک (به مجاری:  Rábacsanak) یک شهرداری در مجارستان است که در ناحیه چورنا واقع شده‌است. راباچاناک ۱۳٫۸۵ کیلومتر مربع مساحت و ۵۸۱ نفر جمعیت دارد.